# Kabinett Benhima
Das Kabinett Benhima wurde am 6. Juli 1967 in Marokko von Premierminister Mohammed Benhima gebildet und blieb bis zum 6. Oktober 1969 im Amt.

## Kabinettsmitglieder
Nach der Regierungsbildung am 6. Juli 1967 kam es mehrmals zur Umbildung des Kabinetts. Dem Kabinett gehörten folgende Personen an:
| Amt | Amtsinhaber                                            | Beginn der Amtszeit                          | Ende der Amtszeit                               |
| --- | ------------------------------------------------------ | -------------------------------------------- | ----------------------------------------------- |
| Minister |                                                        |                                              |                                                 |
| Premierminister | Mohammed Benhima                                       | 6. Juli 1967                                 | 6. Oktober 1969                                 |
| Minister für Mauretanien und Marokkanische Sahara                                                                                   | Moulay Hassan ben Driss                                | 6. Juli 1967                                 | 6. Oktober 1969                                 |
| Minister für Nationale Bildung und Schöne Künste                                                                                    | Abdelhadi Boutaleb                                     | 6. Juli 1967                                 | 17. Juni 1968                                   |
| Justizminister | Ali Benjelloun Driss Slaoui                            | 6. Juli 1967 18. Januar 1968                 | 25. Dezember 1967 7. Februar 1969               |
| Außenminister | Ahmed Laraki                                           | 6. Juli 1967                                 | 6. Oktober 1969                                 |
| Innenminister | General Mohammed Oufkir                                | 6. Juli 1967                                 | 6. Oktober 1969                                 |
| Minister für Verwaltungsangelegenheiten Generalsekretär der Regierung                                                               | Hadi M’Hamed Bahnini                                   | 6. Juli 1967                                 | 6. Oktober 1969                                 |
| Minister für Nationale Verteidigung                                                                                                 | Mohamed Haddou Echiguer General Mohamed Mézian Zahroui | 6. Juli 1967 17. Juni 1968                   | 17. Juni 1968 6. Oktober 1969                   |
| Finanzminister | Mamoun Tahiri                                          | 6. Juli 1967                                 | 6. Oktober 1969                                 |
| Minister für Handel, Handwerk, Industrie und Bergbau 13. August 1968 Minister für Handel, Industrie, Bergbau und Handelsmarine      | Ahmed Aloui Jawad Ben Brahim                           | 6. Juli 1967 13. August 1968                 | 13. August 1968 6. Oktober 1969                 |
| Minister für Landwirtschaft und Agrarreformen Beauftragter für Nationale Förderung                                                  | M’Hamed Bargach                                        | 6. Juli 1967                                 | 6. Oktober 1969                                 |
| Minister für öffentliche Arbeiten und Kommunikation                                                                                 | Yahia Chefchaouni Abdelhafid Boutaleb Mohamed Imani    | 6. Juli 1967 18. Januar 1968 7. Februar 1969 | 18. Januar 1968 7. Februar 1969 6. Oktober 1969 |
| Minister für öffentliche Gesundheit                                                                                                 | El Arbi Chraïbi                                        | 6. Juli 1967                                 | 6. Oktober 1969                                 |
| Minister für Habous und Islamische Angelegenheiten                                                                                  | Ahmed Bargach                                          | 6. Juli 1967                                 | 6. Oktober 1969                                 |
| Minister für Post, Telegrafie und Telefonie                                                                                         | Badreddine Snoussi                                     | 6. Juli 1967                                 | 6. Oktober 1969                                 |
| Minister für Arbeit und Soziales 10. April 1969: Minister für Arbeit, Beschäftigung und berufliche Bildung                          | Abdelhafid Boutaleb Abdeslam Benaïssa Mehdi Benbouchta | 6. Juli 1967 18. Januar 1968 10. April 1969  | 18. Januar 1968 10. April 1969 6. Oktober 1969  |
| Informationsminister | Ahmed Senoussi                                         | 6. Juli 1967                                 | 6. Oktober 1969                                 |
| Tourismusminister | Hassan Ababou Thami Ouazzani                           | 6. Juli 1967 18. Januar 1968                 | 18. Januar 1968 13. August 1968                 |
| Minister für die Koordinierung der Königlichen Streitkräfte                                                                         | General Mohamed Mézian Zahroui                         | 12. Juli 1967                                | 17. Juni 1968                                   |
| Minister beim Premierminister für Wirtschaft, Planung und Kaderbildung 7. Februar 1969: Staatsminister für Planung und Kaderbildung | Mohamed Imani Ahmed Réda Guédira                       | 9. Mai 1968 7. Februar 1969                  | 7. Februar 1969 7. August 1969                  |
| Minister für Jugend und Sport 10. April 1969: Minister für Jugend, Sport und Soziales                                               | Mehdi Benbouchta Omar Boucetta                         | 9. Mai 1968 10. April 1969                   | 10. April 1969 6. Oktober 1969                  |
| Minister für Grundschulbildung | Mohamed Haddou Echiguer                                | 17. Juni 1968                                | 6. Oktober 1969                                 |
| Minister für Hochschulbildung | Abdellatif Filali                                      | 17. Juni 1968                                | 7. August 1969                                  |
| Minister für Sekundarschulbildung und Technik                                                                                       | Kacem Zhiri                                            | 17. Juni 1968                                | 7. August 1969                                  |
| Staatsminister für Kultur und ursprüngliche Bildung                                                                                 | Mohamed El Fassi El Fihri                              | 8. Juli 1968                                 | 6. Oktober 1969                                 |
| Staatsminister für Tourismus und Handwerk                                                                                           | Ahmed Aloui                                            | 13. August 1968                              | 6. Oktober 1969                                 |
| Staatsminister für Sekundarbildung, Technik, Hochschulbildung und Kaderbildung                                                      | Ahmed Réda Guédira                                     | 7. August 1969                               |                                                 |
| Staatssekretäre und Unterstaatssekretäre                                                                                            |                                                        |                                              |                                                 |
| Staatssekretär beim Premierminister für ehemalige Widerstandskämpfer, Mitglieder der Befreiungsarmee sowie Veteranen                | Abdeslam Benaïssa                                      | 6. Juli 1967                                 | 18. Januar 1968                                 |
| Staatssekretär beim Premierminister für Wirtschaft                                                                                  | Ahmed Bennani                                          | 6. Juli 1967                                 | 9. Mai 1968                                     |
| Staatssekretär beim Premierminister für Planung und Kaderbildung                                                                    | Mohamed Imani                                          | 6. Juli 1967                                 | 9. Mai 1968                                     |
| Staatssekretär beim Premierminister für Jugend und Sport                                                                            | Mehdi Benbouchta                                       | 6. Juli 1967                                 | 9. Mai 1968                                     |
| Staatssekretär beim Premierminister                                                                                                 | Abdelwahab Laraki                                      | 18. Januar 1968                              | 9. Mai 1968                                     |
| Staatssekretär beim Premierminister für Planung                                                                                     | Mustapha Faris                                         | 7. August 1969                               | 6. Oktober 1969                                 |
| Unterstaatssekretär im Außenministerium                                                                                             | Abdellah Chorfi                                        | 6. Juli 1967                                 | 6. Oktober 1969                                 |
| Unterstaatssekretär im Innenministerium                                                                                             | Mohamed ben El Alem                                    | 6. Juli 1967                                 | 6. Oktober 1969                                 |
| Unterstaatssekretär im Landwirtschaftsministerium                                                                                   | Taïeb Zaamoun                                          | 6. Juli 1967                                 | 6. Oktober 1969                                 |
| Unterstaatssekretär im Handelsministerium Unterstaatssekretär im Ministerium für Handel, Industrie und Bergbau                      | Abdelwahab Laraki Ahmed Benkirane                      | 6. Juli 1967 18. Januar 1968                 | 18. Januar 1968 13. August 1968                 |
| Unterstaatssekretär im Minister für Verwaltungsangelegenheiten Stellvertretender Generalsekretär der Regierung                      | Kissi Abbès                                            | 31. August 1968                              | 6. Oktober 1969                                 |
| Unterstaatssekretär im Ministerium für Nationale Verteidigung                                                                       | Larbi Rmili                                            | 10. April 1969                               | 6. Oktober 1969                                 |

## Hintergrundliteratur
- Aomar Boum, Thomas K. Park: Historical Dictionary of Morocco, Rowman & Littlefield, 2016, ISBN 1-4422-6297-4